# Шиповник-АЕРО
Шиповник-АЕРО (укр. Шипшина) — російський комплекс радіоелектронної боротьби (РЕБ). Призначений для боротьби з БПЛА.
Комплекс може створювати перешкоди сигналам управління і трансмісії та може проникати до бортових систем БПЛА перехоплювати контроль над ними. Він також здатний фіксувати координати станції управління польотом апаратів. Однак, зазначається що для протидії великим БПЛА, таким, як наприклад, MQ-9 Reaper, RQ-4 Global Hawk або RQ-17, що управляються через супутникові канали, потрібні системи іншого класу.

## Загальні відомості
Розробник комплексу - Всеросійський науково-дослідний інститут "Еталон", що входить до складу ОПК. Випробування станції «Шиповник-АЕРО» розпочалися у 2016 році .
Комплекс зламує бортовий комп'ютер БПЛА за секунду, якщо зустрічає знайому систему. Якщо система йому не відома, він переводить її під свій контроль за кілька хвилин.
«Шиповник-АЕРО» також вміє придушувати станції теле- та радіомовлення, командні пункти зв'язку, станції та модулі стільникових та інших мереж.
Комплекси можуть застосовуватися на всіх об'єктах ФСВП, в аеропортах та критично важливих об'єктах.
Комплекс базується на шасі вантажівки КамАЗ-4320 і має можливість перехоплювати управляючі сигнали БПЛА в радіусі до 10 км.
Серійне постачання заплановано було на 2018-2019 рр.

## Бойове застосування

### Російсько-українська війна
Докладніше: Російська збройна агресія проти України (з 2014), війна на сході України, російська зброя на Донбасі
22 лютого 2016 року з посиланням на МЗС України, повідомило що на окупований території України, зокрема, розміщено і російський "Шиповник-Аэро".
28 жовтня 2021 року рф розмістила на окупованій територіях України свої системи зі встановлення радіоперешкод, зокрема станцію придушення БПЛА "Шиповник-Аеро", з посиланням на слова Цимбалюка.